# Egyptienka

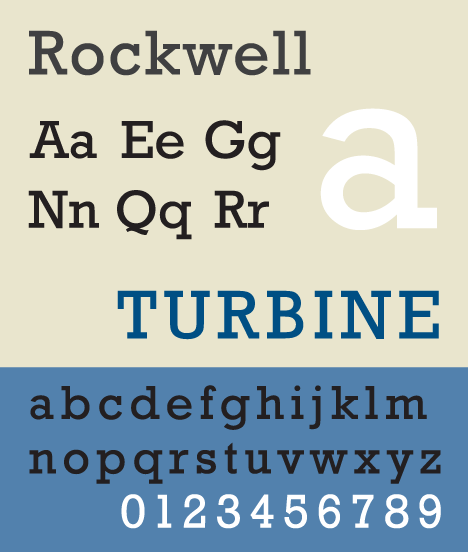
Ukázka rodiny písma Rockwell patřící mezi egyptienky

Egyptienka (z francouzského Egyptienne) je písmo vycházející z antikvy, proto se také nazývá lineární antikva serifová nebo lineární písmo serifové (v klasifikačním systému Jana Solpery), v anglofonním světě také slab serif. Tento typ písma vznikal v 19. století a pod dojmem Napoleonových tažení do Egypta byl nazván jako „egyptský“. Vyznačuje se zachováním serifů, ale potlačením stínování, takže tahy tvořící písmeno mají téměř všude stejnou tloušťku. Egyptienky se používají především pro akcidenční sazbu, i když se staly populární také v psacích strojích (např. Courier).
Mezi egyptienky patří Clarendon, Egyptienne, Rockwell či Courier.